# Cernihivka, Novîi Buh
Cernihivka (în ucraineană Чернігівка) este un sat în comuna Novohrîstoforivka din raionul Novîi Buh, regiunea Mîkolaiiv, Ucraina.

## Demografie
Componența lingvistică a localității Cernihivka
     Ucraineană (96,36%)
     Rusă (3,64%)
Conform recensământului din 2001, majoritatea populației localității Cernihivka era vorbitoare de ucraineană (96,36%), existând în minoritate și vorbitori de rusă (3,64%).